# Брандт, Василий Георгиевич
Васи́лий Гео́ргиевич Брандт (настоящее имя Карл Вильгельм (Вилли) Брандт — нем. Willy Brandt; 1869, Кобург — 2 февраля 1923, Саратов) — немецко-русский трубач, дирижёр, композитор и педагог, профессор Московской консерватории.
Обучался в Кобургской школе музыки у Карла Циммермана, в сезоне 1887—1888 играл в оркестре города Бад-Эйнхаузена, затем — в Хельсинкской оркестровой ассоциации под управлением Роберта Каянуса. В 1890 году Брандт получил место первого трубача (впоследствии также — первого корнетиста) в оркестре Большого театра и занимал эту должность до 1909 года. С 1900 по 1912 преподавал в Московской консерватории, а затем — в только что созданной Саратовской консерватории, где также дирижировал оркестром.
Брандт — один из основоположников российской школы игры на трубе, среди его учеников наиболее известен Михаил Табаков. Сам Брандт является автором сочинений для трубы и корнета — двух концертных пьес, ряда небольших произведений и многочисленных этюдов, использующихся в педагогической и исполнительской практике до наших дней.